# Meisenheimercomplex
Een Meisenheimercomplex of Jackson-Meisenheimercomplex (ook aangeduid als Meisenheimeradduct) is in de organische chemie een adduct dat gevormd wordt tussen een aromatische verbinding met één of meerdere elektronenzuigende groepen en een nucleofiel. Dit soort complexen komt voor als intermediair in de nucleofiele aromatische substitutie.

## Geschiedenis
De vroegste ontwikkeling van dit type adducten vond plaats aan het einde van de 19e eeuw. In 1886 observeerde Janovski een intens violette kleur wanneer hij 1,3-dinitrobenzeen mengde met een alcoholische oplossing van een alkalimetaal. In 1895 onderzocht de Nederlandse scheikundige Cornelis Adriaan Lobry van Troostenburg de Bruyn een rode stof die gevormd werd na reactie van 1,3,5-trinitrobenzeen met kaliumhydroxide in methanol.
In 1900 lieten Jackson en Gazzolo trinitroanisol met natriummethoxide reageren en zij stelden een chinonachtige structuur voor het reactieproduct voor.
In 1902 observeerde Jakob Meisenheimer dat door aanzuren van het reactieproduct, het startreagens opnieuw werd verkregen.

## Structuur en stabilisatie
Bij de vorming van een Meisenheimercomplex in een nucleofiele aromatische substitutie wordt de aromaticiteit van de ring opgeheven, hetgeen een destabilisatie met zich meebrengt. Echter, door aanwezigheid van elektronenzuigende groepen (zoals de nitrogroep) wordt de negatieve lading gedelokaliseerd op deze groepen. In het geval dat er meerdere van deze groepen aanwezig zijn, vindt delokalisatie over de volledige ring plaats, hetgeen zorgt voor een relatieve stabilisatie: